# شرکت شرمن و استرلینگ
شرکت شرمن و استرلینگ (بامسئولیت‌محدود) (انگلیسی: Shearman & Sterling) یک مؤسسه حقوقی چندملیتی است که دفتر مرکزی آن در نیویورک واقع شده‌است. این شرکت به‌صورت انفرادی و یک‌پارچه با نزدیک به ۸۵۰ وکیل در بسیاری از مراکز بازرگانی جهان مشارکت می‌کند. وکلای این مؤسسه‌ی حقوقی به‌کار با نظام‌های حقوقی‌ای چون آمریکا، بریتانیا، اتحادیه‌ی اروپایی، فرانسه، آلمان، ایتالیا، و هنگ‌کنگ تسلط دارند.